# Marina Știrbei
Marina Știrbei (Vienna, 19 marzo 1912 – Bouloc, 15 luglio 2001) è stata un'aviatrice romena.
Soprannominata dalla stampa rumena del XXI secolo  Principessa dell'aeronautica rumena, il suo nome è legato alla creazione della Squadriglia Bianca di cui fu l'ideatrice e promotrice.

## Biografia
Figlia del principe George Ştirbei e di Elisabeta Băleanu, era nipote di George Valentin Bibescu e cugina di Bâzu Cantacuzino. Ottenne il brevetto di pilota gr. II, nel 1935, dopo un periodo passato presso la Scuola Pilota, guidata da Ioana Cantacuzino. "Vedo il parco mentre scende dal suo personale Messerschmitt, attraversando la pista. Lì c'era un sorriso luminoso, spalla a spalla con la sua brezza, Bâzu Cantacuzino, che le insegnò a fare acrobazie ad alta quota "(Mariana Drăgescu).
Nel 1936, risultò al primo posto nel primo concorso aereo organizzato in Romania e partecipò da sola a bordo dell'aereo, a un grande raid nel Nord Europa, sulla rotta Bucarest-Stoccolma, diventando la prima rumena a volare sul profondo Mar Baltico. Insieme all'Aeroclub, partecipò alla prima conferenza internazionale di assistenza tecnica tenutasi dal 12 al 14 giugno 1937 a Budapest. Nel 1938, insieme a Mariana Drăgescu, Nadia Russo, Virginia Duţescu e Irina Burnaia, partecipò come membro del comitato direttivo della Croce Rossa rumena alle manovre militari reali che si svolsero a Galaţi. Dopo aver volato su un aereo da trasporto ben attrezzato, ebbe l'idea di creare uno squadrone sanitario militare formato esclusivamente da donne, sul modello dell'organizzazione femminile finlandese Lotta Svard che volavano verso le trincee per aiutare i feriti. Il memorandum presentato al Ministero dell'Aeronautica di Stato rumeno venne approvato e il 25 giugno 1940 nacque la Squadriglia Bianca (chiamata così dal giornalista italiano Curzio Malaparte), che ebbe nelle prime file, oltre a Marina Știrbei, anche Mariana Drăgescu, Virginia Duţescu, Nadia Russo, Virginia Thomas e Irene Burnaia.
A febbraio del 1942 Marina sposò il principe Constantin Basarab Brâncoveanu, con Martha Bibescu e George Matei Cantacuzino che fecero da testimoni di nozze. I fasti dell'evento fecero dire all'ambasciatore finlandese Eduard Palin: "Questo è l'ultimo matrimonio aristocratico in una nuova Europa che si intravede. Un altro non ci sarà più!".
Dopo l'istaurazione del comunismo in Romania, la famiglia venne spogliata di tutte le proprietà e il marito arrestato nel 1947. Visse insieme ai due bambini dalla vendita dei piccoli beni di loro proprietà, e ciò che ricevettero da amici. Con l'aiuto di Martha Bibescu e attraverso la Croce Rossa, nel 1967 riuscirono a lasciare il paese, stabilendosi dapprima in Inghilterra e poi in Francia. 
Morì a Bouloc il 15 luglio del 2001.